# Anton Yelchin
Anton Yelchin (rusă: Антон Викторович Ельчин)  (n. 11 martie 1989, Sankt Petersburg, Rusia - d. 19 iunie 2016, Studio City, California, Statele Unite) a fost un actor american de film și de televiziune. Este cel mai cunoscut pentru interpretarea rolului Pavel Chekov din seria reboot Star Trek sau pentru rolul Clumsy Smurf din seria de filme Ștrumpfii. Părinții săi sunt Viktor Yelchin și Irina Korina, iar Eugene Yelchin este unchiul său.
A murit la 19 iunie 2016 la Studio City, Los Angeles după ce a fost călcat de propriul său autoturism, Jeep Grand Cherokee, parcat necorespunzător, care l-a strivit de un gard. Accidentul a fost etichetat drept unul „ciudat”.

## Filmografie

### Film
| An   | Titlu                                        | Rol                           | Note                    |
| ---- | -------------------------------------------- | ----------------------------- | ----------------------- |
| 2000 | A Man Is Mostly Water                        | Augie                         |                         |
| 2001 | Delivering Milo                              | Milo                          |                         |
| 2001 | 15 Minutes                                   | Boy in Burning Building       |                         |
| 2001 | Along Came a Spider                          | Dimitri Starodubov            |                         |
| 2001 | Hearts in Atlantis                           | Bobby Garfield                |                         |
| 2002 | Rooftop Kisses                               | Charlie                       |                         |
| 2004 | House of D                                   | Tom Warshaw                   |                         |
| 2005 | Fierce People                                | Finn Earl                     |                         |
| 2006 | Alpha Dog                                    | Zack Mazursky                 |                         |
| 2007 | Charlie Bartlett                             | Charlie Bartlett              |                         |
| 2008 | New York, I Love You                         | Boy in the Park               | Segment: "Brett Ratner" |
| 2008 | Middle of Nowhere                            | Dorian Spitz                  |                         |
| 2009 | Star Trek                                    | Pavel Chekov                  |                         |
| 2009 | Terminator Salvation                         | Kyle Reese                    |                         |
| 2010 | Memoirs of a Teenage Amnesiac                | Ace Zuckerman                 |                         |
| 2011 | Like Crazy                                   | Jacob Helm                    |                         |
| 2011 | You and I                                    | Edvard Nikitin                |                         |
| 2011 | The Beaver                                   | Porter Black                  |                         |
| 2011 | The Smurfs                                   | Clumsy Smurf (voice)          |                         |
| 2011 | Fright Night                                 | Charley Brewster              |                         |
| 2011 | The Smurfs: A Christmas Carol                | Clumsy Smurf (voice)          | Short film              |
| 2012 | From Up on Poppy Hill                        | Shun Kazama (voice)           | English dub             |
| 2012 | The Pirates! In an Adventure with Scientists | Albino Pirate (voice)         | American dub            |
| 2013 | Movie 43                                     | Necrophiliac worker at morgue | Deleted scene           |
| 2013 | Odd Thomas                                   | Odd Thomas                    |                         |
| 2013 | Star Trek Into Darkness                      | Pavel Chekov                  |                         |
| 2013 | Only Lovers Left Alive                       | Ian                           |                         |
| 2013 | The Smurfs: The Legend of Smurfy Hollow      | Clumsy Smurf (voice)          | Short film              |
| 2013 | The Smurfs 2                                 | Clumsy Smurf (voice)          |                         |
| 2014 | Rudderless                                   | Quentin                       |                         |
| 2014 | 5 to 7                                       | Brian Bloom                   |                         |
| 2014 | The Apprentice                               | Wayne                         | Short film              |
| 2014 | Cymbeline                                    | Cloten                        |                         |
| 2014 | Burying the Ex                               | Max                           |                         |
| 2014 | Dying of the Light                           | Milton Schultz                |                         |
| 2015 | Experimenter                                 | Rensaleer                     |                         |
| 2015 | Broken Horses                                | Jacob Heckum                  |                         |
| 2015 | The Driftless Area                           | Pierre                        |                         |
| 2015 | Green Room                                   | Pat                           |                         |
| 2015 | Unity                                        | Narator                       | Documentar              |
| 2016 | Rise                                         | Basil                         | Short film              |
| 2016 | Star Trek Beyond                             | Pavel Chekov                  | Posthumous release      |
| 2016 | We Don't Belong Here                         | Maxwell Green                 | Posthumous release      |
| 2016 | Porto                                        | Jake Kleeman                  | Posthumous release      |
| 2017 | Rememory                                     | Todd                          | Posthumous release      |
| 2017 | Thoroughbred                                 |                               | Posthumous release      |

### Televiziune
| An        | Titlu                        | Rol                  | Note                                              |
| --------- | ---------------------------- | -------------------- | ------------------------------------------------- |
| 2000      | ER                           | Robbie Edelstein     | Episode: "Be Still My Heart"                      |
| 2000      | Geppetto                     | Featured             | Television film                                   |
| 2002      | Judging Amy                  | Davis Bishop         | Episode: "The Justice League of America"          |
| 2002      | Taken                        | Jacob Clarke – Child | 2 episodes                                        |
| 2002      | The Practice                 | Justin Langer        | 2 episodes                                        |
| 2003      | Without a Trace              | Johnny Atkins        | Episode: "The Bus"                                |
| 2004      | Curb Your Enthusiasm         | Stewart              | Episode: "The Blind Date"                         |
| 2004      | NYPD Blue                    | Evan Grabber         | Episode: "Take My Wife, Please"                   |
| 2004      | Jack                         | Jack                 | Television film                                   |
| 2004–2006 | Huff                         | Byrd Huffstodt       | 25 episodes                                       |
| 2006      | Law & Order: Criminal Intent | Keith Tyler          | Episode: "Tru Love"                               |
| 2006      | Criminal Minds               | Nathan Harris        | Episode: "Sex, Birth, Death"                      |
| 2011      | The Life & Times of Tim      | Trent (voice)        | Episode: "The Caddy's Shack/The Sausage Salesman" |
| 2015      | SuperMansion                 | Dudley (voice)       | Episode: "Unfortunate Son"                        |
| 2016      | Trollhunters                 | Jim (voice)          | Posthumous release                                |

### Video games
| Year | Title        | Role                 |
| ---- | ------------ | -------------------- |
| 2013 | Star Trek    | Pavel Chekov (voice) |
| 2013 | The Smurfs 2 | Clumsy Smurf (voice) |